# Марина ди Кампања (Салерно)
Марина ди Кампања је насеље у Италији у округу Салерно, региону Кампанија.
Према процени из 2011. у насељу је живело 32 становника. Насеље се налази на надморској висини од 186 м.